# Шустов, Николай Леонтьевич

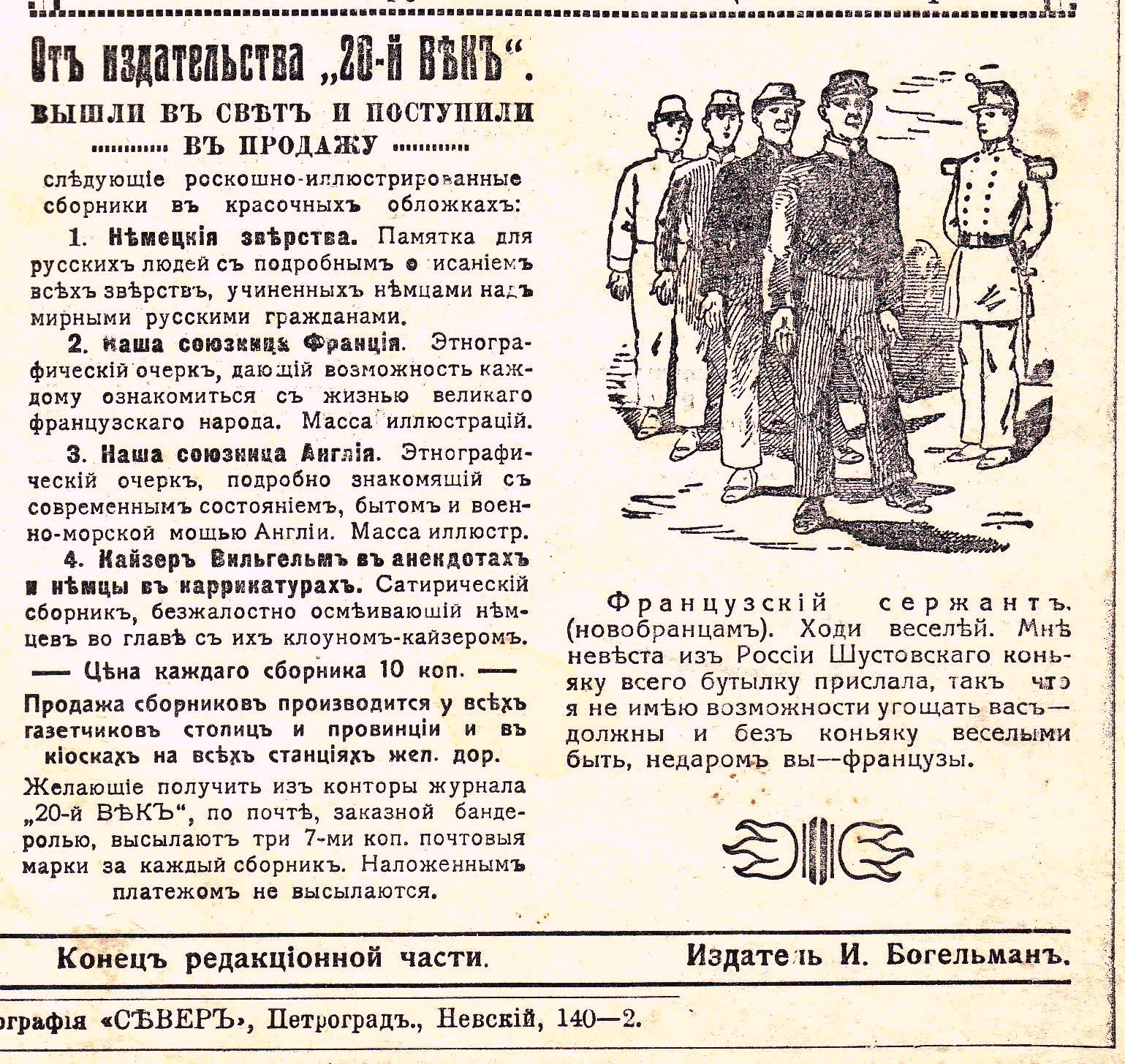
«Скрытая» реклама коньяка Шустова во время войны, 1914

Николай Леонтьевич Шустов (1813—1898) — русский предприниматель, основатель товарищества «Н. Л. Шустов и сыновья», который стал одним из крупнейших производителей алкогольной продукции во времена царской России конца XIX века. Получил известность благодаря проведению очень необычной и эффективной рекламной кампании своей продукции — шустовской водки, когда студенты за небольшое вознаграждение ходили по трактирам и устраивали скандалы, когда на месте не находилось шустовской водки.

## Биография
Отцом Николая Шустова был Леонтий Архипович Шуст (1773—1856), вольноотпущенный крестьянин, когда-то бывший крепостным у генерала Измайлова в селе Дединово Зарайского уезда Рязанской губернии. После переезда в Москву, Леонтий Шуст стал служить дьячком в церкви Николая Чудотворца в Кошелях. Матерью Николая Шустова была Анисья Ивановна, дочь замоскворецкого купца. Леонтий Шуст был купцом третьей гильдии, но значился, как не торгующий купец. Его большим увлечением был сбор рецептов разных наливок и настоек, которые хранились в монастырях и в домах некоторых семейств. Собранные рецепты он записывал в толстые книги, и со временем эти записи перешли к его сыну Николаю.
Женой Николая Шустова стала Аграфена Алексеевна — дочь небогатого купца. Вначале у них родилось четыре дочери, затем сыновья — Николай, Владимир, Павел, Сергей, Василий. Николай Шустов скопил средства и в 1863 году основал винокуренный завод небольшого размера. Завод располагался в усадьбе торговцев Боткиных, в бывшей кузне на Маросейке. Там был склад для хранения пшеницы, один перегонный куб и было нанято трое рабочих.
Он создал торгово-промышленную компанию «Н. Л. Шустов и сыновья», целью организации которой было производство и продажа спиртных напитков, которые были разрешены законом. Николай Шустов хотел выпускать только качественные напитки, поэтому бизнес вначале развивался медленно, в отличие от предприятий других деятелей. Спустя два года завод переехал на Мясницкую улицу в помещение попросторнее. Было заведено несколько перегонных кубов.
Николай Леонтьевич Шустов известен оригинальной и весьма aгрессивной рекламной кампанией, которая позволила ему быстро выделиться из общей массы производителей алкоголя. Нанятые студенты заходили в известные питейные заведения и требовали водки «Шустов», если данного сорта не было, затевали драку. Дело попало в газеты, заинтригованные читатели и держатели кабаков заинтересовались новым продуктом.
В октябре 1864 года в «Московских ведомостях» появился напечатанный акт, составленный частным приставом. В нем значилось, что в трактире «Испания» городовой Петр Алексеев задержал двадцатидвухлетнего студента Императорского Политехнического института Петра Романовича Пращевского. Студент пришел в трактир уже в нетрезвом состоянии и стал требовать от персонала бутылку шустовской водки. Когда студенту сказали, что водки такой марки в трактире нет, Петр Пращевский стал ругаться, потому что на вывеске сказано, что этот трактир — один из лучших в городе, но он не может быть таким, если в нем нет шустовской водки. На студента был наложен штраф, и он был освобожден под поручительство Ивана Тихомирова, который был приказчиком в Торговом доме «Шустовъ и сыновья». Он же и оплатил штраф за студента. Так в меню многих трактиров и ресторанов очень быстро появилась шустовская водка, которую стали считать очень хорошей, так как из-за нее происходили постоянные скандалы и дебоши. Позже появилась информация, что была договоренность, согласно которой студент мог нанести заведению ущерб до 10 рублей, и за каждый такой дебош с рекламированием шустовской водки, они получали свой процент. А этих студентов Николай Леонтьевич Шустов находил среди своих знакомых.

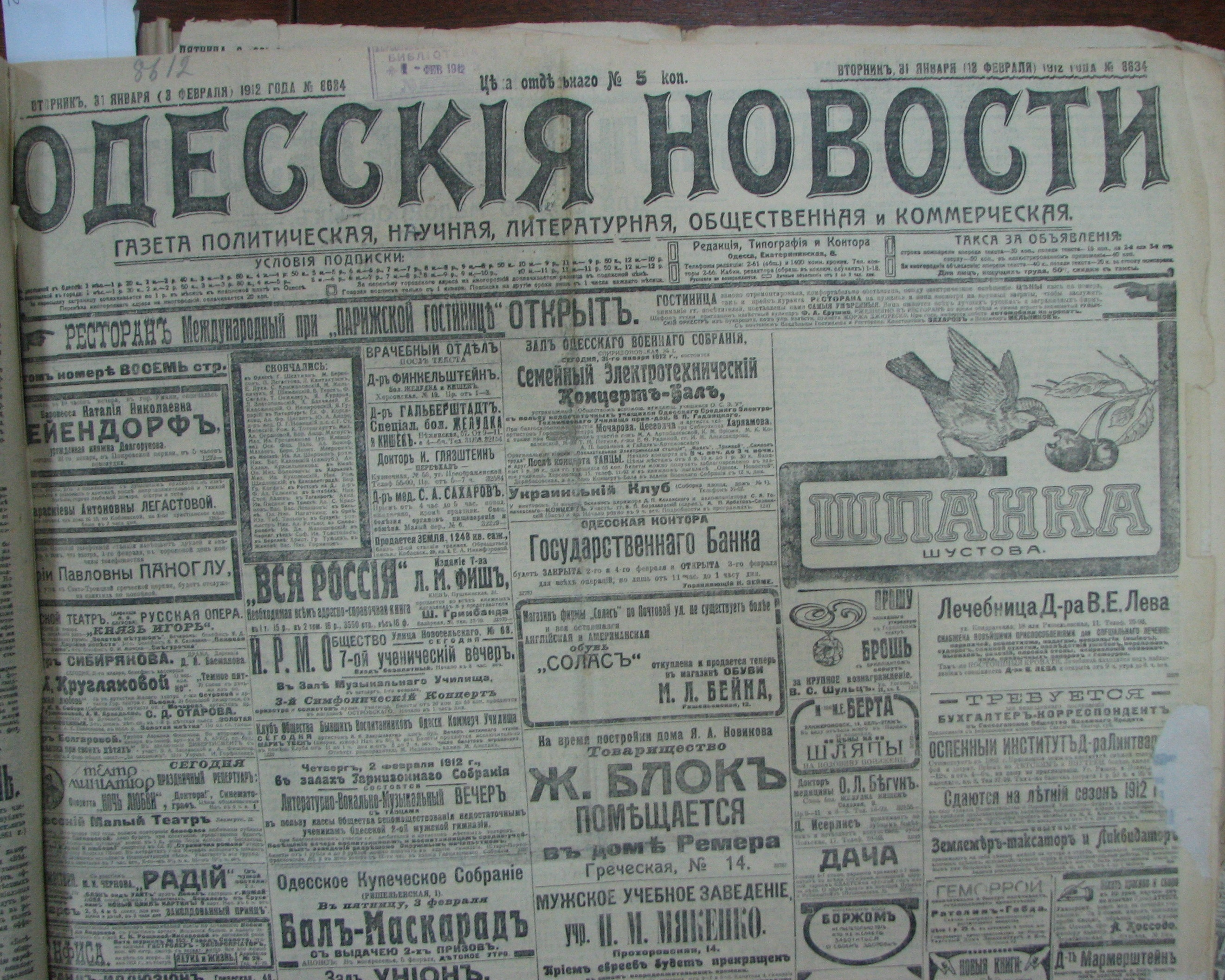
Реклама вишнёвого вина, шпанки, Шустова в газете «Одесскія новости» (1912)

Компания Шустова постоянно расширяла ассортимент своей продукции, выпуская новые наливки по рецептам своего предка. Бутылки украшали интересные этикетки. Они восстановили производство и усовершенствовали настойки с полынью, которые часто использовали для оздоровления желудка. Также производили перцовые настойки, помогающие при простудах. Также они выпускали рябиновые, тминные, сливовые, вишневые и другие виды настоек. Шустов и его родственники вернули на прилавки горькую настойку «Ерофеич»,
в состав которой входил анис, мята, померанцевые орешки. Когда-то давно этой водкой врач Василий Ерофеевич вылечил графа Орлова, а отец Николая Шустова смог найти и сохранить рецепт.
Проживал в Москве, где и располагались его предприятия.
В конце 1880-х годов его здоровье ухудшилось. Умер Николай Шустов 27 апреля (9 мая) 1898 года. Своим детям он завещал, помимо материальных благ, хранить имя, которое по мнению Николая Леонтьевича стоило намного больше, чем вся фирма. Потому что в фамилию было вложено много труда, и это приносит хороший доход. Николай Шустов считал, что делать имя очень трудно, а испортить его — очень легко.
На рубеже XIX—XX веков реклама шустовской продукции буквально заполоняла русскую прессу, представляя во всей красе ассортимент напитков. Сочинялись песни и слагались оды, прославлявшие разнообразные настойки и наливки, коньяки и водки.

Конь-яки были животными, взятыми из рекламного ребуса известной виноторговли Шустова.— Кассиль Л. «Кондуит и Швамбрания»
В 2013 году при Одесском коньячном заводе был открыт музей коньячного дела Н. Л. Шустова.